# António Emílio Barreto Cary Tovar Faro
António Emílio Barreto Cary de Tovar Faro ou António Emílio Caldeira de Castel-Branco de Tovar Faro ComC (Lisboa, São Sebastião da Pedreira, 20 de Fevereiro de 1927- Lisboa, 2 de Outubro de 2019) engenheiro agrónomo e político português.

## Biografia
Filho de Emílio de Meneses Ferreira de Tovar Faro (Nelas, Nelas, 2 de Julho/Agosto de 1894 - Lisboa, 6 de Março de 1980), Capitão-de-Mar-e-Guerra e Comodoro-Médico, Comendador da Ordem Militar de Avis de Portugal a 25 de Janeiro de 1939 elevado a Grande-Oficial da Ordem Militar de Avis de Portugal a 28 de Abril de 1945 e Comendador da Ordem da Saúde Pública de Espanha a 12 de Dezembro de 1949, e de sua mulher (Lisboa, Sacramento, 11 de Abril de 1925) Maria da Conceição Caldeira de Castel-Branco de Mesquita Cary (Alter do Chão, Alter do Chão, 26 de Janeiro de 1900 - Lisboa 26 de Setembro de 1983), sobrinha paterna do 1.º Visconde de Alter do Chão e sobrinha-neta do 1.º Barão de Brissos.
Engenheiro agrónomo, foi Governador Civil do Distrito de Portalegre, Presidente da Junta Nacional do Vinho, Administrador-Geral do Açúcar e do Álcool e Diretor-Geral da Inspeção Económica.
Comendador da Ordem Camoniana do Liceu Literário Português do Rio de Janeiro e Medalha de Ouro da Cidade de Portalegre, da qual é Cidadão Honorário, a 9 de Fevereiro de 1966 foi feito Comendador de Número da Ordem do Mérito Civil de Espanha e a 5 de Maio de 1970 foi feito Comendador da Ordem Militar de Cristo de Portugal.
Casou primeira vez com Maria Teresa Teles Barreto Bebiano Correia de Carvalho (Castanheira de Pera, Castanheira de Pera, 7 de Março de 1926 - 15 de Dezembro de 2002), filha de José Bebiano Correia de Carvalho, neto materno do 1.º Visconde de Castanheira de Pera, e de sua mulher Maria Celestina Teles Correia Barreto, com geração, e casou segunda vez com Isabel Maria Muralha Gomes Pereira, sem geração.